# Volcán
Volcán – miasto w Panamie, w prowincji Chiriquí.